# PRESENT
Present — блочний шифр з розміром блоку 64 біта, довжиною ключа 80 або 128 біт і кількістю раундів 32.
Основне призначення даного шифру — використання в спеціальних приладах, на зразок RFID міток або мереж сенсорів.
Є одним з найбільш компактних криптоалгоритмів, існує оцінка, що для апаратної реалізації PRESENT потрібно приблизно в 2.5 рази менше логічних елементів ніж для AES або CLEFIA.
Даний шифр був представлений на конференції CHES 2007. Автори: Богданов, Кнудсен, Леандр, Паар, Пошманн, Робшо, Соа, Вікельсоа. Автори працюють в Orange Labs, Рурському університеті в Бохумі та Данському технічному університеті.

## Схема шифрування

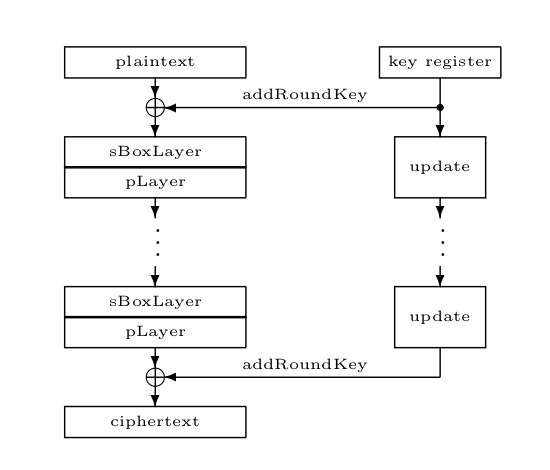
Схема шифрування

Основним критерієм при розробці шифру була простота реалізації при забезпеченні середнього рівня захищеності. Також важливим моментом була можливість ефективної апаратної реалізації.
Являє собою SP-мережу з 31 раундом шифрування. Кожен раунд складається з операції XOR з раундовим ключем {\displaystyle K_{i}}, що складається з 64 біт, які визначають функцію оновлення ключа.
Далі проводиться розсіююче перетворення — блок пропускається через 16 однакових 4-бітних S-скринь. Потім блок піддається перемішуючому перетворенню (перестановка біт).

### S-скрині
У шифрі використовуються 16 однакових 4-бітних S-скринь:
| x    | 0 | 1 | 2 | 3 | 4 | 5 | 6 | 7 | 8 | 9 | A | B | C | D | E | F |
| S(x) | C | 5 | 6 | B | 9 | 0 | A | D | 3 | E | F | 8 | 4 | 7 | 1 | 2 |

S-скриня створена таким чином, щоб збільшити опір до лінійного та диференційного криптоаналізу. Зокрема:
1. {\displaystyle {\displaystyle P(\forall x\in [0,F]:S(x)+S(x+\Delta _{i})=\Delta _{o})<=4}}, де {\displaystyle \Delta _{i},\Delta _{o}} — будь-які можливі вхідні і вихідні диференціали не рівні нулю.

1. {\displaystyle {\displaystyle P(\forall x\in [0,F]:S(x)+S(x+\Delta _{i})=\Delta _{o})=0}}, де {\displaystyle wt(\Delta _{i})=wt(\Delta _{o})=1}.

### P-скриня
Блок, що перемішує біти, заданий наступною матрицею:
| i    | 0 | 1  | 2  | 3  | 4 | 5  | 6  | 7  | 8 | 9  | 10 | 11 | 12 | 13 | 14 | 15 |
| P(i) | 0 | 16 | 32 | 48 | 1 | 17 | 33 | 49 | 2 | 18 | 34 | 50 | 3  | 19 | 35 | 51 |

| i    | 16 | 17 | 18 | 19 | 20 | 21 | 22 | 23 | 24 | 25 | 26 | 27 | 28 | 29 | 30 | 31 |
| P(i) | 4  | 20 | 36 | 52 | 5  | 21 | 37 | 53 | 6  | 22 | 38 | 54 | 7  | 23 | 39 | 55 |

| i    | 32 | 33 | 34 | 35 | 36 | 37 | 38 | 39 | 40 | 41 | 42 | 43 | 44 | 45 | 46 | 47 |
| P(i) | 8  | 24 | 40 | 56 | 9  | 25 | 41 | 57 | 10 | 26 | 42 | 58 | 11 | 27 | 43 | 59 |

| i    | 48 | 49 | 50 | 51 | 52 | 53 | 54 | 55 | 56 | 57 | 58 | 59 | 60 | 61 | 62 | 63 |
| P(i) | 12 | 28 | 44 | 60 | 13 | 29 | 45 | 61 | 14 | 30 | 46 | 62 | 15 | 31 | 47 | 63 |

### Зміна ключів
Як ключ раунду {\displaystyle K_{i}} використовуються 64 лівих біт з регістра {\displaystyle K}, який містить ввесь ключ. Після отримання ключа раунду регістр {\displaystyle K} оновлюється за наступним алгоритмом:
1. {\displaystyle [k_{79}k_{78}...k_{1}k_{0}]=[k_{18}k_{17}...k_{20}k_{19}]}
2. {\displaystyle [k_{79}k_{78}k_{77}k_{76}]=S[k_{79}k_{78}k_{77}k_{76}]}
3. {\displaystyle [k_{19}k_{18}k_{17}k_{16}k_{15}]=[k_{19}k_{18}k_{17}k_{16}k_{15}]\oplus } лічильник_раунду

## Криптостійкість

### Диференціальний криптоаналіз
Даний шифр володіє властивістю, що будь-яка 5-раундова диференційна характеристика зачіпає щонайменше 10 S-скриньок. Таким чином, наприклад, для 25 раундів шифру будуть задіяні як мінімум 50 S-скриньок, і ймовірність характеристики не перевищує {\displaystyle 2^{-100}}. Атака на версії шифру з 16 раундів шифрування вимагає {\displaystyle 2^{64}} шифротексту, {\displaystyle 2^{64}} доступів до пам'яті, {\displaystyle 2^{32}} 6-бітних лічильників і {\displaystyle 2^{24}} осередків пам'яті для геш-таблиці. Ймовірність знаходження ключа {\displaystyle P\approx 0.999}.

### Лінійний криптоаналіз
Максимальний нахил апроксимованої прямої для чотирьох раундів не перевищує {\displaystyle {\frac {1}{2^{7}}}}. Таким чином, для 28 раундів максимальний нахил становитиме {\displaystyle 2^{6}*{\left({\frac {1}{2^{7}}}\right)^{7}}=2^{-43}}. Тому, якщо врахувати, що для злому 31 раунду необхідна апроксимація для 28, то знадобиться {\displaystyle 2^{84}} відомих пар текст-шифротекст, що перевищує розмір можливого тесту для шифрування.

### Інші методи
- Алгебраїчна атака з використанням диференціальних характеристик. Основна ідея — представити шифр системою рівнянь нижчого порядку. Далі, для декількох пар текст-шифротекст відповідні їм системи рівнянь об'єднуються. Якщо як ці пари вибрати пари, відповідні деякій характеристиці {\displaystyle \delta } з імовірністю p, то система справджуватиметься з цією ймовірністю p і рішення може бути знайдене при використанні {\displaystyle {\frac {1}{p}}} пар. Очікується, що вирішення такої системи простіше, ніж початкової, відповідній одній парі текст-шифротекст. Для Present-80 з 16 раундами дана атака дозволяє дізнатися чотири біти ключа за {\displaystyle \approx 6*2^{12}} секунд.
- Метод статистичного насичення. В даній атаці використовуються недоліки блоку перемішування бітів. Для злому Present-80 з 24 раундами потрібна пара текст-шифротекст {\displaystyle \approx 2^{60}} обчислень {\displaystyle \approx 2^{20}}.

## Порівняння з іншими шифрами
У таблиці нижче наведене порівняння характеристик шифру Present-80 з характеристиками інших блочних і потокових шифрів.
| Назва      | Розмір ключа | Розмір блоку | Пропускна здатність (кб/c) | Площа (в GE) |
| ---------- | ------------ | ------------ | -------------------------- | ------------ |
| Present-80 | 80           | 64           | 200                        | 1570         |
| AES-128    | 128          | 128          | 12.4                       | 3400         |
| Camelia    | 128          | 128          | 640                        | 11350        |
| DES        | 56           | 64           | 44.4                       | 2309         |
| DESXL      | 184          | 64           | 44.4                       | 2168         |
| Trivium    | 80           | 1            | 100                        | 2599         |
| Grain      | 80           | 1            | 100                        | 1294         |

## Застосування
У 2012 році організації ISO і IEC включили алгоритми PRESENT і CLEFIA в міжнародний стандарт полегшеного шифрування ISO/IEC 29192-2:2012.
На базі PRESENT була створена компактна геш-функція H-PRESENT-128.